# Cappella di San Giorgio (castello di Windsor)
La cappella di San Giorgio (St George's Chapel in inglese) è la cappella del castello di Windsor, una delle residenze reali britanniche, appartenente al re Carlo III; è inoltre la cappella principale dell'Ordine della Giarrettiera.
La cappella è collocata nella parte inferiore del castello, e attualmente ricade sotto la responsabilità religiosa del College di Saint George che è diretto da un capitolo consistente in un decano e quattro canonici (Dean and Canons of Windsor), assistiti dal clero tradizionale. Nel 1931, inoltre, sorse The Society of the Friends of St George's and Descendants of the Knights of the Garter, una società di carità istituita per mantenere le funzioni nella cappella.

## Storia

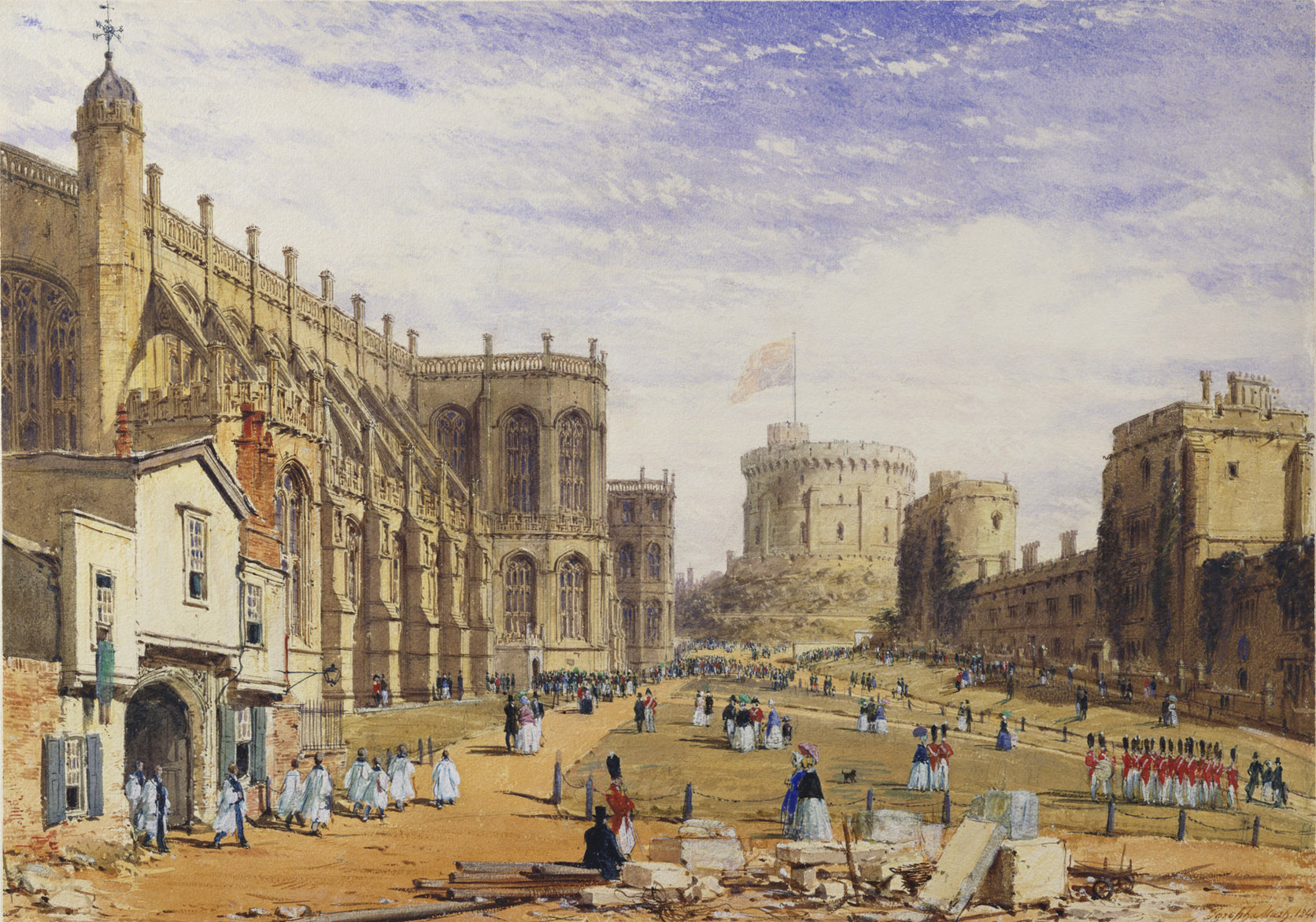
La parte laterale della Cappella di San Giorgio a Windsor, realizzata nel 1848.

Nel 1348 re Edoardo III d'Inghilterra fondò due nuovi collegi religiosi, di cui uno dedicato a santo Stefano a Westminster (nella Cappella del Palazzo di Westminster che dopo la Riforma ospitò la Camera dei Comuni) e l'altro dedicato a san Giorgio a Windsor, appunto. Il nuovo collegio di Windsor venne legato alla cappella di Sant'Edoardo il Confessore, che era stata costruita all'inizio del XIII secolo da Enrico III d'Inghilterra. La cappella venne quindi ridedicata a tre santi: alla Madonna, a sant'Edoardo il Confessore e a san Giorgio martire. Edoardo III diede inoltre disposizione perché venissero apportate migliorie alla cappella.
La cappella di San Giorgio divenne quindi anche chiesa madre dell'Ordine della Giarrettiera, che ancora oggi vi celebra un servizio religioso speciale ogni giugno. Le insegne araldiche dell'ordine si trovano negli stalli superiori del coro, dove i cavalieri prendono posto durante le funzioni.
Il periodo 1475-1528 vide un radicale sviluppo della cappella di San Giorgio, per merito specifico dei re Edoardo IV, Enrico VII ed Enrico VIII. La gotica cappella di Sant'Edoardo venne quindi espansa in una vera e propria cattedrale sotto la supervisione di Richard Beauchamp, vescovo di Salisbury, e sotto la direzione dell'architetto Henry Janyns. Venne nel contempo rinnovato anche il numero dei sacerdoti stabilmente presenti, di cui 16 vicari e diaconi preposti al canto, 13 chierici laici, 2 chierici epistolari e 13 sacerdoti. Nel 1480 il decano del capitolo divenne ex officio anche decano della collegiata di San Pietro a Wolverhampton e ebbe così anche giurisdizione ecclesiastica su questa città dello Staffordshire, esente da quella della antica diocesi di Coventry e Lichfield e tale situazione durò quasi quattro secoli, fino al 1846.
La cappella di San Giorgio era una meta popolare di pellegrinaggio durante il periodo medioevale. La cappella aveva infatti la pretesa di contenere svariate reliquie di grande valore, come ad esempio i corpi di John Schorne ed Enrico IV, oltre a un frammento della vera Croce.

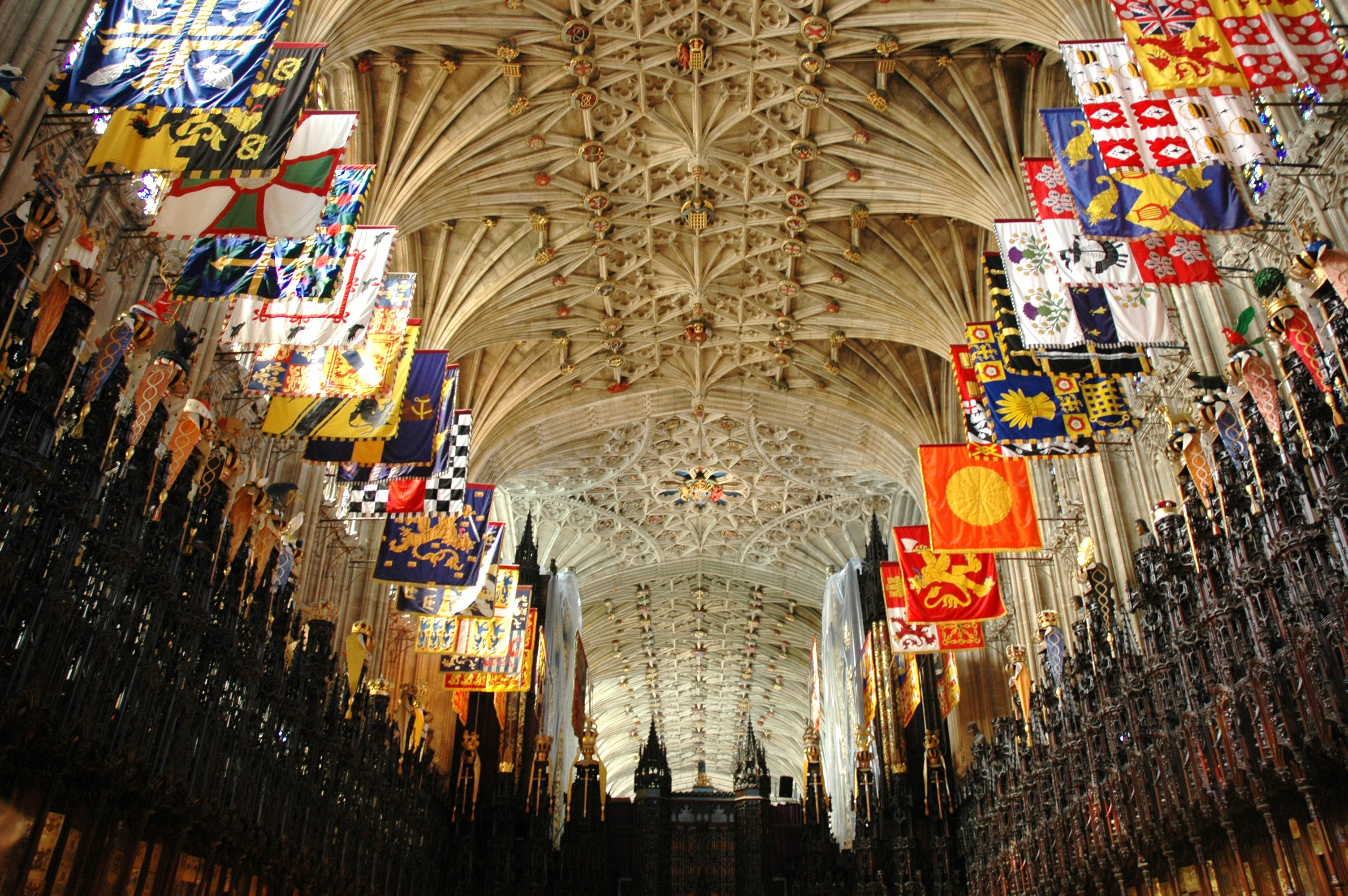
L'interno della Cappella di San Giorgio di Windsor

La cappella fu uno dei bersagli principali durante la guerra civile inglese. I parlamentari pretesero infatti di irrompere nella cappella saccheggiandola e depredandola di molti dei suoi tesori, fatto che avvenne il 23 ottobre 1642. Altri saccheggi si ebbero nell'anno successivo quando venne distrutta la casa del clero, oltre a parte dei tetti e venne rubato anche il non ancora terminato monumento funebre ad Enrico VIII che, più di ogni altro, quasi cento anni prima aveva voluto che tale cappella fosse d'esempio per molte chiese inglesi. Dopo l'esecuzione, Carlo I, nel 1649, venne sepolto in una piccola nicchia al centro del coro della cappella, ove già si trovavano le sepolture di Enrico VIII e della sua terza moglie, Jane Seymour. Dopo la caduta di Oliver Cromwell e la restaurazione della monarchia, i successori di Carlo I si adoperarono per una ricostruzione della cappella, riparando i danni che la rivoluzione aveva apportato.
Il regno della Regina Vittoria, nello specifico, vide numerosi cambiamenti all'architettura della cappella. La parte est in fondo al coro venne dedicata alla devozione per il Principe Alberto; la Lady Chapel, il cui progetto era stato abbandonato da Enrico VII, venne completata; venne eletto un mausoleo reale nel coro; vennero costruiti dei gradini per consentire un'entrata più formale alla cappella.

## Il "Garter Service"

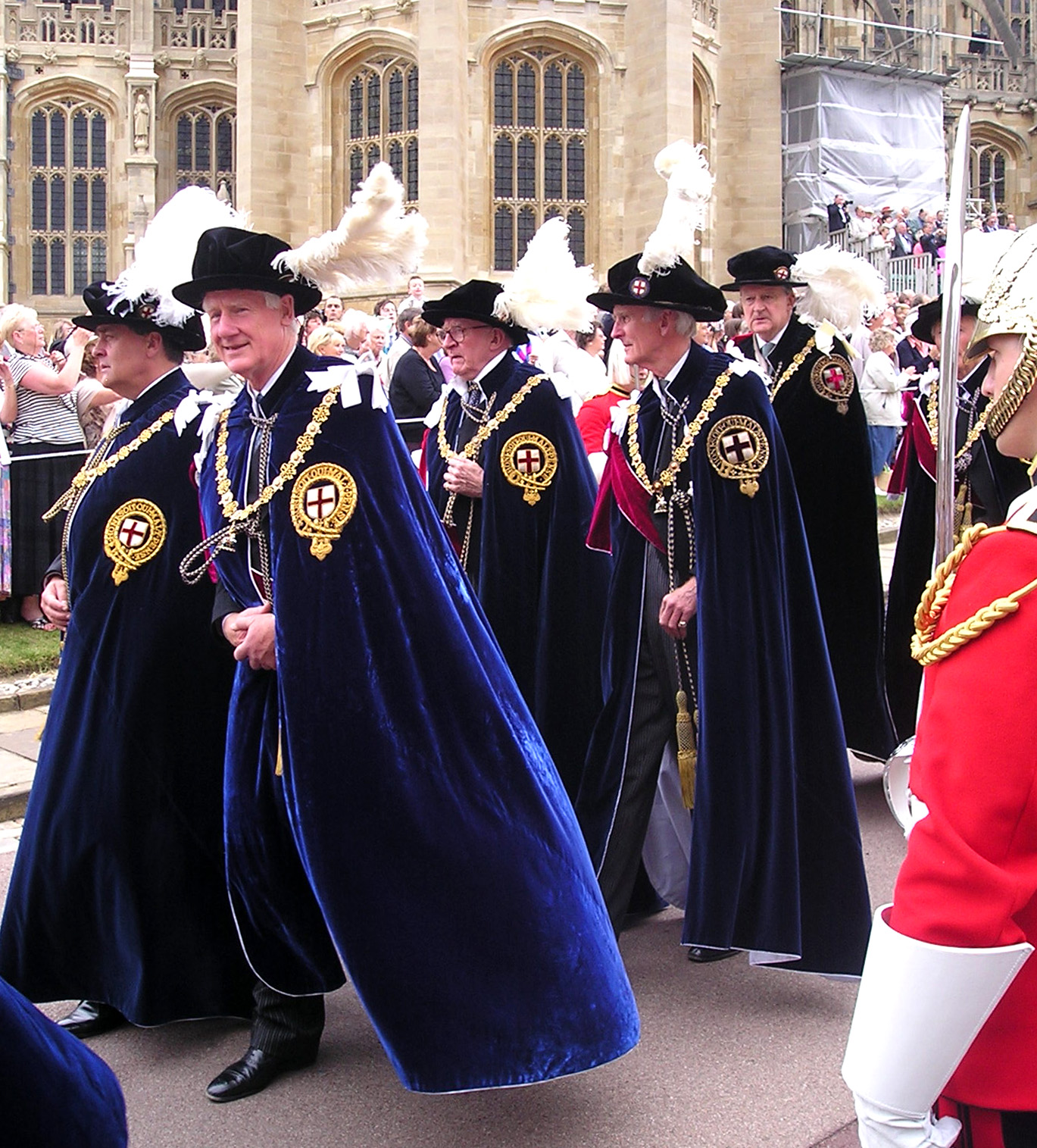
Alcuni membri dell'Ordine della Giarrettiera raggiungono l'entrata principale della Cappella di San Giorgio a Windsor ove ha luogo l'annuale "Garter Service"

I membri dell'Ordine della Giarrettiera, annualmente in giugno, si ritrovano a Windsor per il "Garter Service", ovvero la celebrazione di una cerimonia comune che ha sede proprio nella cappella di San Giorgio. Dopo un pranzo negli appartamenti di Stato del Castello di Windsor, i membri procedono a piedi nella parte inferiore verso la cappella, indossando le loro insegne e il costume tipico dell'Ordine.
Questa cerimonia era stata molto comune nei secoli passati, ma era divenuta meno frequente nel XVIII secolo e completamente discontinua dopo il 1805. La cerimonia venne ravvivata nel 1948 dal re Giorgio VI il quale volle recuperarla per celebrare il seicentesimo anniversario della fondazione dell'Ordine, stabilendola come evento annuale.

## Araldica
Dopo il loro definitivo accoglimento all'interno dell'Ordine, i membri ottengono l'assegnazione di uno stallo nel coro, nel quale vengono dipinte le loro armi di famiglia.
Sopra il seggio si trova la spada del membro e un elmo decorato con un mantello e sormontato dalla corona corrispondente al titolo. Sopra ancora si trova una bandiera con lo stemma della famiglia a cui appartiene il membro che ha il possesso del seggio. Sul seggio è indicato con una placchetta di bronzo il nome specifico del detentore del seggio, le armi e la data d'installazione.
Alla morte di un membro, la sua spada, l'elmo, il mantello, la corona, lo stemma e la bandiera vengono rimossi dallo stallo e tale cerimonia deve tradizionalmente essere fatta prima che il seggio venga assegnato a qualcun altro. Ad ogni modo non vengono però rimosse le placche bronzee con il nome dei possessori, i quali rimangono permanentemente affisse al seggio per ricordare coloro che ne hanno tenuto sede nel corso della storia dell'Ordine.

## Cantoria
La Schola Chantorum della Cappella di San Giorgio di Windsor è forse una delle più importanti e ambiziose istituzioni medioevali inglesi nell'ambito musicale. Essa dispone di un gran numero di cantori, vista anche la grande presenza di cappelle e altari nella chiesa, anche se di norma essi prestano servizio nelle cerimonie che si svolgono sull'altare maggiore. Interessante è notare come Enrico VIII sia stato un promotore di tale istituzione, amando molto la musica.
Lo status di istituzione reale salvò questa istituzione dalla soppressione che la riforma protestante attuò su molti altri cori, con l'intento di differenziare la Chiesa anglicana da quella cattolico-romana. Del resto le collegiate "esenti" (cioè non dipendenti da una diocesi) continuarono ad esistere nella Chiesa anglicana fino a metà Ottocento, quando rimasero indipendenti solo le chiese palatine (in inglese Royal Peculiar) e quelle legate alle Università di Oxford e Cambridge, quando anche le altre, soggette ai vescovi, vennero di fatto soppresse.

## Matrimoni

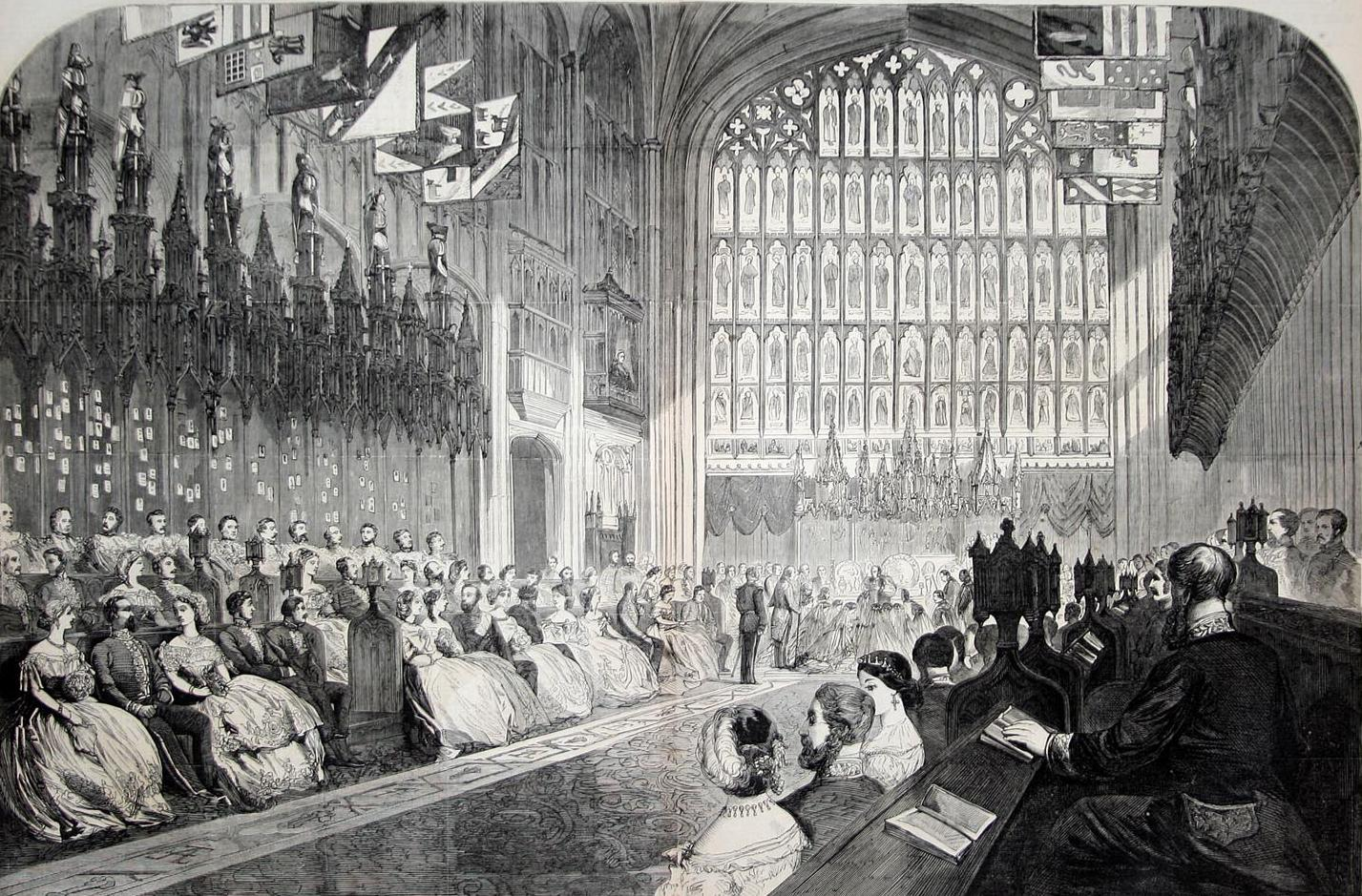
Matrimonio di Edoardo, Principe del Galles con Alessandra di Danimarca, 1863

La cappella, inoltre, è stata nel corso dei secoli sede di importanti matrimoni reali e non. Tra questi si ricordano quelli di:
- Edoardo, Principe del Galles e di Alessandra di Danimarca nel 1863 (poi Edoardo VII e Regina Alessandra);
- Elena d'Inghilterra e Cristiano di Schleswig-Holstein-Sonderburg-Augustenburg nel 1866;
- Luisa del Regno Unito e John Campbell, IX duca di Argyll nel 1871;
- Arturo, Duca di Connaught e Luisa Margherita di Prussia nel 1879;
- Federica di Hannover e Luitbert, Von Pawel Rammingenin nel 1880;
- Maria Luisa di Schleswig-Holstein ed Ariberto di Anhalt nel 1881;
- Leopoldo, Duca di Albany e Elena di Waldeck e Pyrmont nel 1882;
- Alice di Albany ed Alessandro di Teck nel 1904;
- Margherita di Connaught e Gustavo Adolfo di Svezia (futuro Gustavo VI Adolfo) nel 1905;
- Lady Helena Cambridge (nata principessa Helena di Teck) e John Gibbs nel 1919;
- Anne Abel-Smith e David Liddell-Grainger nel 1957;
- Lady Helen Windsor e Timothy Taylor nel 1992;
- Edoardo, conte di Wessex e Sophie Rhys-Jones nel 1999;
- Peter Phillips e Autumn Kelly nel 2008;
- Principe Henry del Galles e Meghan Markle nel 2018;
- Eugenia di York e Jack Brooksbank nel 2018.

All'elenco si può aggiungere che qui re Carlo III (all'epoca, ancora Principe di Galles) e Camilla Shand ottennero nel 2005, dopo il loro matrimonio civile, una benedizione ufficiale da parte di Rowan Williams, arcivescovo di Canterbury.

## Sepolture
Nella cappella si sono svolte molte cerimonie funebri e vi si trovano molte sepolture storiche. Tra i reali ivi sepolti si ricordano:

### Altare
- Edoardo IV nel 1483;
- Enrico VI (risepoltura) nel 1484;
- Elisabetta Woodville nel 1492;
- Edoardo VII nel 1910;
- Alessandra di Danimarca nel 1925.

### Coro
- Jane Seymour nel 1537;
- Enrico VIII nel 1547;
- Carlo I nel 1649.

### Cripta Reale
- Amelia di Gran Bretagna nel 1810;
- Augusta di Gran Bretagna nel 1813;
- Carlotta del Galles nel 1817;
- Carlotta di Meclemburgo-Strelitz nel 1818;
- Edoardo, duca di Kent e Strathearn nel 1820;
- Giorgio III nel 1820;
- Elisabetta di Clarence nel 1821;
- Federico, duca di York ed Albany nel 1827;
- Giorgio IV nel 1830;
- Guglielmo IV nel 1837;
- Augusta Sofia d'Inghilterra nel 1840;
- Adelaide di Sassonia-Meiningen nel 1849;
- Giorgio V di Hannover nel 1878;
- Maria Adelaide di Cambridge nel 1897;
- Francesco, duca di Teck nel 1900;
- Adolfo, duca di Cambridge (risepoltura) nel 1930;
- Augusta d'Assia-Kassel (risepoltura) nel 1930;
- Filippo, duca di Edimburgo nel 2021, fino al 19 settembre 2022.

### Portale est
- Giorgio V nel 1936;
- Maria di Teck nel 1953.

### Cappella commemorativa di Giorgio VI
- Giorgio VI nel 1952;
- Margaret, contessa di Snowdon nel 2002;
- Elizabeth Bowes-Lyon nel 2002;
- Elisabetta II nel 2022;
- Filippo, duca di Edimburgo (risepoltura) nel 2022.

### Cappella-Memoriale del Principe Alberto
- Leopoldo, Duca di Albany nel 1884;
- Alberto Vittorio, Duca di Clarence nel 1892.